# Nicola Trub
Nicola Trub (* 15. Mai 1974 in Freiburg im Breisgau) ist eine deutsche Schauspielerin.

## Biographie
Nicola Trub ist die Tochter der Malerin Helga Trub-Wagishauser und des Schriftstellers Victor Johannes Trub. Sie wurde in Freiburg im Breisgau geboren und besuchte dort die Freie Waldorfschule Wiehre. Bereits damals spielte sie im Jugendclub des Theaters im Marienbad und nahm Schauspielunterricht bei Sabine Bräuning und Ullo von Peinen.
Nach dem Abitur interessierte sie sich zunächst für ein Medizinstudium und arbeitete als Krankenschwesternhelferin im Diakoniekrankenhaus Freiburg. 1996 entschied sie sich um und besuchte die Akademie der Künste in Ulm, um dort eine 4-jährige Ausbildung zur Schauspielerin zu beginnen. Schon im ersten Jahr war sie am Theater Ulm in dem Stück „Was ihr wollt“ von William Shakespeare unter der Regie von Jörn van Dyck zu sehen, so wie am Theater der Stadt Aalen, wo sie im Chor des 8-stündigen Werks „Ein Sportstück“ von Elfriede Jelinek eine tragende Rolle übernahm. Sie erhielt u. a. Unterricht bei Elke Twiesselmann und Felix Müller. Nach erfolgreichem Abschluss (Bühnendiplom), ging sie Anfang 2000 für fast fünf Jahre als festes Ensemblemitglied an das Landestheater Linz. Seit 2004 ist sie international als freie Schauspielerin in den Bereichen Theater, Film und Fernsehen in Deutschland, Österreich, Schweiz und Italien tätig. Dort arbeitete sie u. a. mit Regisseuren wie Bettina Bruinier, Antje Schupp, Katrin Schurich, Irmgard Paulis, Sven Grunert, Markus Heinzelmann, Johannes Maile, Henry Mason, Alexander Kratzer, Jochen Strodthoff und Gerhard Willert zusammen.
Seit 2011 ist sie fester Bestandteil des Styraburg Festival Steyr in Oberösterreich unter der Leitung von Hapé Schreiberhuber. Mit ihm realisierte sie zahlreiche spartenübergreifende Lesungen wie z. B. 2015 „Souvenir de Florence“ mit dem Styraburg Ensemble und 2011 „Briefe berühmter Frauen“ mit Mario Gheorghiu’s Jazz Corner.
Nicola Trub arbeitet auch für Film und Fernsehen und war in zahlreichen TV-Formaten zu sehen. 2018 spielte sie die Rolle der Antje Kögl in Die Rosenheim-Cops. (Folgen Der letzte Jour fixe und Eine geliebte Schwester, Regie: Jörg Schneider). 
Nicola Trub lebt in München.

## Filmografie (Auswahl)
- 2011: Katharsis (österreichischer Kinofilm)
- 2015: Menschsy – eine Provinzkomödie (Kurzfilm)
- 2019–2024: Die Rosenheim-Cops (Fernsehserie, drei Folgen)
- 2020: Um Himmels Willen (Fernsehserie)
- 2021: Hubert ohne Staller (Fernsehserie)
- 2021: Die Bergretter (Fernsehserie)
- 2023: Aktenzeichen XY – Vorsicht Betrug!
- 2023: Ein Sommer im Schwarzwald (Fernsehreihe)